# Rille
Ne doit pas être confondu avec Rillé.

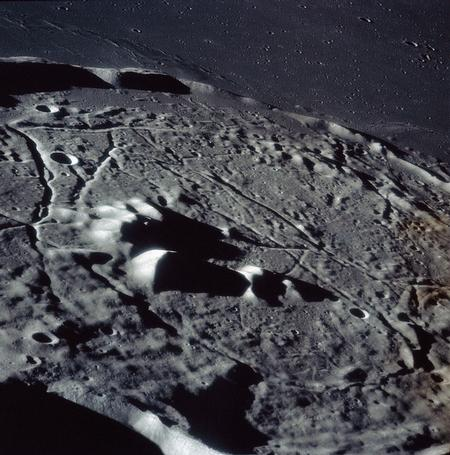
Rille sur le cratère Gassendi, depuis Apollo 16.

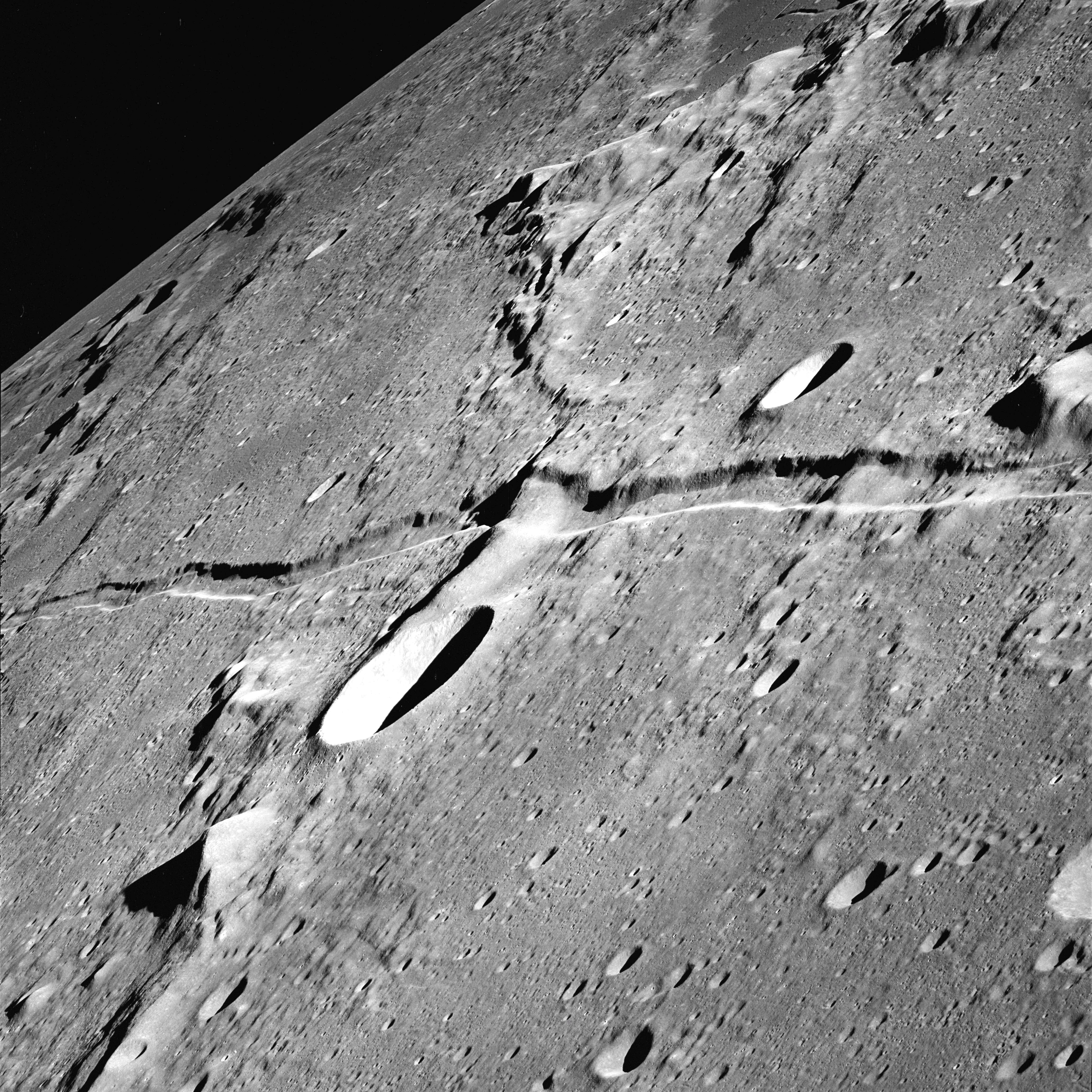
La rima Ariadaeus court sur 300 km.

Une rille est une longue dépression dont la surface ressemble à celle d'un canal. On en connaît surtout sur la Lune, où elles peuvent courir sur plusieurs centaines de kilomètres, avec une largeur de quelques kilomètres ou centaines de mètres. On en connaît aussi sur Mars, Vénus et certains satellites des planètes géantes, mais on les y qualifie plus souvent de canaux (channels en anglais). Une « rima », au pluriel rimae, est un terme synonyme.

## Étymologie
Le terme rille est employé internationalement en planétologie. Il est emprunté à l'allemand  Rille (« rainure, cannelure, gorge »).

## Structures
Trois types de rilles se présentent sur le sol lunaire :
- des rilles sinueuses à l'image d'une rivière ancienne, elles sont généralement le résultat de coulées de lave au pied de volcans éteints. Un exemple en est Vallis Schröteri dans l'océan des Tempêtes ou le cratère Arzachel (rille correspondant à un ancien tunnel de lave effondré) ;
- des rilles arquées, formées au bord d'une mer lunaire quand le flot de lave s'est refroidi. Il s'en trouve partout sur la Lune, par exemple au sud-ouest de Mare Tranquillitatis ou au sud-est de Mare Humorum ;
- des rilles droites. Ce sont généralement d'anciennes rives d'une faille effondrée. Elles sont parfois trop grandes et trop larges pour être nommées rilles, Rupes Recta dans Mare Nubium en est un exemple plus clair.

Elles peuvent combiner plusieurs de ces formes, comme la rima Hyginus (es) du sinus Medii.